# Liniová stavba

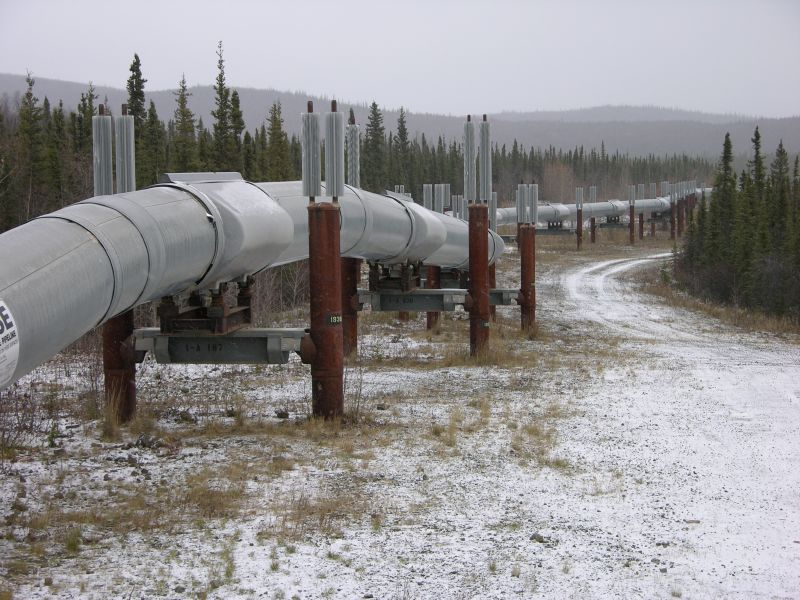
Ropovod, příklad liniové stavby

Liniová stavba je stavba, u níž podstatně převládá jeden rozměr, tj. délka nad šířkou a výškou. Liniové stavby zahrnují pozemní komunikace (včetně tunelů) a stavby drah a inženýrských sítí (např. vodovodu, kanalizace, elektrického vedení). Tyto liniové stavby (tj. např. pozemní komunikace, dráhy či sítě) nejsou součástí pozemku – tj. tvoří výjimku z obecného pravidla, že stavby jsou součástí pozemku.